# Richard Martin West
Richard Martin West (narozen 10. února 1941 v Kodani) je dánský astronom a objevitel řady komet, planetek a dalších astronomických objektů, který dlouho působil v Evropské jižní observatoři (ESO) a v Mezinárodní astronomické unii (IAU). Mezi komety, které objevil, patří kometa West (C/1975 V1), která byla jednou z nejjasnějších komet 70. let 20. století. Dále objevil periodické komety 76P/West-Kohoutek-Ikemura a 123P/West-Hartley. Minor Planet Center mu rovněž eviduje objev 40 planetek, včetně 2146 Stentor a 2148 Epeios. Společně s německým astronomem Hansem-Emilem Schusterem objevil trpasličí galaxii Fénix.

## Život a kariéra

### Mládí a vzdělání
Richard Martin West se narodil v roce 1941 v hlavním městě Dánska, v Kodani. V roce 1959 dokončil střední školu a v roce 1964 vystudoval astronomii a astrofyziku na Kodaňské univerzitě (dánsky Københavns Universitet).

### Kariéra vESO
Richard Martin West začal pracovat v Evropské jižní observatoři (ESO) v roce 1970, kdy nastoupil jako asistent generálního ředitele ESO Adriaana Blaauwa. Jeho kariéra zaznamenala velký skok v roce 1972, kdy byl pověřen jedním z prvních a největších vědeckých programů ESO: projektem Sky Atlas Laboratory, jehož cílem bylo systematické mapování hvězdné oblohy z jižní polokoule.
Richard Martin West byl také vůdčí osobností při pomoci a navazování seriózní spolupráce s vědeckými komunitami zemí střední a východní Evropy v důsledku politických, sociálních a ekonomických otřesů po rozpadu a demontáži sovětského bloku na počátku 90. let 20. století. Richard West odešel do důchodu v roce 2005 po dlouholetém nepřetržitém působení v Evropské jižní observatoři.

### Funkce vastronomických institucích
Richard Martin West se ve svém pracovním životě kromě obecné komunikace v oblasti vědy intenzivně věnoval také organizačním záležitostem mezinárodní vědecké komunity. Zastával řadu důležitých funkcí v mezinárodních astronomických institucích, a to zejména:
- Asistent generálního tajemníka Mezinárodní astronomické unie v letech 1979–1982.
- Generální tajemník Mezinárodní astronomické unie (IAU) v letech 1982–1985.[7]
- Předsedal řadě komisí IAU, včetně „Komise 20“ v letech 1988–1991.[7]
- Člen výkonného výboru International Council for Science.

Je také členem Academia Europaea, vědecké společnosti, jejímž cílem je podpora vědy a její prezentace široké veřejnosti (členství v této společnosti je na pozvání a poté ještě musí být schváleno radou akademie).

### Ocenění a vyznamenání
- Rosenkjærprisen: prestižní dánské vyznamenání, udělované od roku 1963 a pojmenované po dánském chemikovi, udělované za mimořádný přínos vědě nebo kultuře. Vyznamenání mu bylo uděleno v roce 1972.
- Kamenná planetka hlavního pásu, kterou objevil Karl Reinmuth v Heidelbergu, byla pojmenována na jeho počet 2022 West.[7] Oficiální rozhodnutí o pojmenování planetky 2022 West zveřejnilo Minor Planet Center 1. dubna 1978 (dokument M.P.C. 4359).[8]

## Přehled objevů

### Objevené komety
- Kometa West (C/1975 V1): byla zaznamenána 10. srpna 1975 na Evropské jižní observatoři (ESO) v Chile, ale objevena byla až 5. listopadu právě Richarden Martinem Westem, protože data ESO se tehdy nezpracovávala na místě, ale vozila se do Evropy. Tato neperiodická kometa byla jednou z nejjasnějších komet 70. let 20. století.[1]
- 76P/West-Kohoutek-Ikemura: tuto periodickou kometu Jupiterovy rodiny v roce 1975 nezávisle na sobě objevili Richard Martin West (nalezl ji opět na filmových deskách z Evropské jižné observatoře, ale podle jednoho snímku nebylo možné určit její dráhu), československý astronom Luboš Kohoutek (na observatoři Bergedorf v Německu) a japonský astronom Tošihiko Ikemura v Šinširu.[9]
- 123P/West-Hartley: kometa Jupiterovy rodiny, objevená v roce 1989.

### Trpasličí galaxie Fénix
Richard Martin West společně s německým astronomem Hansem-Emilem Schusterem objevili v roce 1976 nepravidelnou trpasličí galaxii Fénix. Nejprve ji však nesprávně označili jako kulovou hvězdokupu. Jméno této galaxie je odvozeno podle toho, že se nachází v souhvězdí Fénixe na jižní obloze, přibližně 1,44 miliónu světelných let od Země.

### Seznam objevených planetek
Richard Martin West objevil celkem 40 planetek, jejichž přehled s odkazem na základní data je uveden v tabulce níže. Zasloužil se o to, že jedna z prvních jim objevených planetek byla pojmenována po jeho rodném Dánsku (2117 Danmark). Další planetka byla pojmenována 2187 La Silla, tedy po místě, kde se nachází observatoř La Silla, první část Evropské jižní observatoře.
| Nazev                 | Datum        | Základní parametry planetek |
| --------------------- | ------------ | --------------------------- |
| 2052 Tamriko          | 24. 10. 1976 | Seznam planetek: parametry  |
| 2053 Nuki             | 24. 10. 1976 | Seznam planetek: parametry  |
| 2115 Irakli           | 24. 10. 1976 | Seznam planetek: parametry  |
| 2116 Mtskheta         | 24. 10. 1976 | Seznam planetek: parametry  |
| 2117 Danmark          | 9. 1. 1978   | Seznam planetek: parametry  |
| 2145 Blaauw           | 24. 10. 1976 | Seznam planetek: parametry  |
| 2146 Stentor          | 24. 10. 1976 | Seznam planetek: parametry  |
| 2147 Kharadze         | 25. 10. 1976 | Seznam planetek: parametry  |
| 2148 Epeios           | 24. 10. 1976 | Seznam planetek: parametry  |
| 2187 La Silla         | 24. 10. 1976 | Seznam planetek: parametry  |
| 2526 Alisary          | 19. 5. 1979  | Seznam planetek: parametry  |
| 2595 Gudiachvili      | 19. 5. 1979  | Seznam planetek: parametry  |
| 2596 Vainu Bappu      | 19. 5. 1979  | Seznam planetek: parametry  |
| 2935 Naerum           | 24. 10. 1976 | Seznam planetek: parametry  |
| 3004 Knud             | 27. 2. 1976  | Seznam planetek: parametry  |
| 3477 Kazbegi          | 19. 5. 1979  | Seznam planetek: parametry  |
| 3871 Reiz             | 18. 2. 1982  | Seznam planetek: parametry  |
| 3933 Portugal         | 12. 3. 1986  | Seznam planetek: parametry  |
| 5270 Kakabadze        | 19. 5. 1979  | Seznam planetek: parametry  |
| 5890 Carlsberg        | 19. 5. 1979  | Seznam planetek: parametry  |
| 6362 Tunis            | 19. 5. 1979  | Seznam planetek: parametry  |
| 8066 Poldimeri        | 6. 8. 1980   | Seznam planetek: parametry  |
| 8993 Ingstad          | 30. 10. 1980 | Seznam planetek: parametry  |
| 9272 Liseleje         | 19. 5. 1979  | Seznam planetek: parametry  |
| 10462 Saxogrammaticus | 19. 5. 1979  | Seznam planetek: parametry  |
| 10668 Plansos         | 24. 10. 1976 | Seznam planetek: parametry  |
| 11005 Waldtrudering   | 6. 8. 1980   | Seznam planetek: parametry  |
| 12188 Kalaallitnunaat | 9. 8. 1978   | Seznam planetek: parametry  |
| (12198) 1980 PJ1      | 6. 8. 1980   | Seznam planetek: parametry  |
| (14350) 1985 VA1      | 1. 11. 1985  | Seznam planetek: parametry  |
| (15201) 1976 UY       | 31. 10. 1976 | Seznam planetek: parametry  |
| (15207) 1979 KD       | 19. 5. 1979  | Seznam planetek: parametry  |
| (20995) 1985 VY       | 1. 11. 1985  | Seznam planetek: parametry  |
| (22252) 1978 SG       | 27. 9. 1978  | Seznam planetek: parametry  |
| (26081) 1980 PT1      | 6. 8. 1980   | Seznam planetek: parametry  |
| (27667) 1979 KJ       | 19. 5. 1979  | Seznam planetek: parametry  |
| (34998) 1978 SE       | 27. 9. 1978  | Seznam planetek: parametry  |
| (65661) 1985 VB1      | 1. 11. 1985  | Seznam planetek: parametry  |
| 79086 Gorgasali       | 4. 9. 1977   | Seznam planetek: parametry  |
| (187746) 1976 DC      | 27. 2. 1976  | Seznam planetek: parametry  |